# Old Folks
Old Folks – singel zespołu A wydany w roku 2000 promujący płytę ’A’ vs. Monkey Kong. Wydany w wersji dwupłytowej.

## Lista utworów
- CD1:

1. "Old Folks" – 3:55
2. "One Day" – 3:44
3. "Don't Be Punks" – 1:28 (Acapella)

- CD2:

1. "Old Folks" – 3:55
2. "She Said" – 3:38
3. "We're Equal" – 2:37